# Borja Valero Iglesias
Borja Valero Iglesias (Madrid, 12 de gener de 1985) és un exfutbolista espanyol, que jugava com a migcampista. Va ser un cop internacional amb la selecció espanyola.
Va jugar, entre d'altres equips, al FC Internazionale Milano, l'ACF Fiorentina; anteriorment havia jugat en dues etapes al RCD Mallorca i també al West Bromwich de la Premier League anglesa i 5 temporades a l'ACF Fiorentina.

## Biografia
Després d'una gran temporada al Reial Madrid C, el jugador va pujar a la Segona Divisió amb el Reial Madrid Castella a la campanya 2005-06. Va debutar amb el primer equip a la Copa del Rei davant l'Écija Balompié, substituint al seu company d'equip Javi García el 25 d'octubre del 2006.
També ha debutat a la Lliga de Campions, substituint a Miguel Ángel Nieto a un partit contra el Dinamo de Kíiv.
El 26 de març del 2007 es va fer oficial el seu fitxatge pel RCD Mallorca per a jugar durant 5 temporades a partir del juny següent, quan acabava contracte amb el Castella.
El 22 d'agost de 2008, es fa de manera oficial i definitiva la seva desvinculació del Reial Mallorca, per anar al West Bromwich anglès, després que l'equip estranger abonàs la seva clàusula de rescissió que ascendia a 6 milions d'euros, dels quals la meitat (3) són per l'equip mallorquí i els altres tres pel seu representant Alejandro Camaño, qui disposava d'aquest percentatge de propietat del jugador. El nou contracte és per quatre temporades.
El 31 d'agost de 2009, minuts abans del tancament del termini d'inscripció a la lliga, es va oficialitzar el retorn del jugador madrileny al RCD Mallorca, aquest cop en forma de cessió. Al seu primer partit d'aquesta nova etapa, el 13 de setembre de 2009 davant el Vila-real CF, va aconseguir marcar el gol que significava el número 1.000 a la història del Mallorca a primera divisió.
El 7 de juliol de 2010 el Vila-real CF anunciava un principi d'acord amb el West Bromwich Albion per al traspàs del jugador madrileny a l'equip de La Plana, i el jugador firmà per cinc temporades. El 2 d'agost de 2012 va fitxar per ACF Fiorentina. Actualment es jugador de l'Inter de Milà des de l'estiu 2017.

## Palmarès

### Selecció espanyola
- Campionat d'Europa de Futbol sub-19 de la UEFA: 2004